# Делау
Делау (нім. Döhlau) — громада в Німеччині, розташована в землі Баварія. Підпорядковується адміністративному округу Верхня Франконія. Входить до складу району Гоф.
Площа — 15,25 км2. Населення становить 3862 ос. (станом на 31 грудня 2020).